# Чубковцова Ганна Юріївна
Га́нна Ю́ріївна Чубковцов́а (20 квітня 1994) — українська бар'єристка, спеціалізується на дистанції 60 і 100 метрів.

## Життєпис
Народилась 1994 року.
Здобула перший міжнародний досвід у 2019 році, виграла срібну медаль у бігу на 60 м з бар'єрами на чемпіонаті Балкан у приміщенні в Стамбулі. Невдовзі після цього на чемпіонаті Європи у приміщенні в Глазго виступила з результатом 8,22 с у першому раунді. У липні 2019-го вона посіла шосте місце на літній Універсіаді в Неаполі, а потім виграла срібну медаль на чемпіонаті Балкан. У жовтні 2019 року виграла бронзову медаль на Всесвітніх військових іграх в Ухані, поступившись білорусці Катерині Поплавській та її співвітчизниці Анні Плотіциній. З українською естафетою 4х100 метрів фінішувала четвертою.
2020 року фінішувала п'ятою на дистанції 200 метрів на Балканському чемпіонаті в Клуж-Напоці і перемогла в бігу з бар'єрами. У 2021 році була шостою на чемпіонаті Балкан у приміщенні в Стамбулі. Потім вибула на чемпіонаті Європи в приміщенні в Торуні. Наприкінці червня на чемпіонаті Балкан у Смедерево зайняла восьме місце.
- Чемпіонат України з легкої атлетики 2017 — срібло; Чемпіонат України з легкої атлетики в приміщенні 2017 — бронза
- Чемпіонат України з легкої атлетики 2018 — срібло; Чемпіонат України з легкої атлетики в приміщенні 2018 — бронза
- Легка атлетика на Літній універсіаді 2019 — учасниця; Чемпіонат України з легкої атлетики 2019 — бронза; Командний чемпіонат Європи з легкої атлетики 2019 — на старті 60-метрівки з бар'єрами програвала суперницям, проте на другій половині дистанції зуміла надолужити втрачене і на фініші була другою (8,24).
- Чемпіонат України з легкої атлетики 2020 — бронзова нагорода; Чемпіонат України з легкої атлетики в приміщенні 2020 — срібло
- Чемпіонат України з легкої атлетики 2021 — бронзова нагорода; Чемпіонат України з легкої атлетики в приміщенні 2021 — срібло; Чемпіонат Європи з легкої атлетики в приміщенні 2021 — півфіналістка
- Чемпіонат України з легкої атлетики 2022 — срібло